# 凤仪县

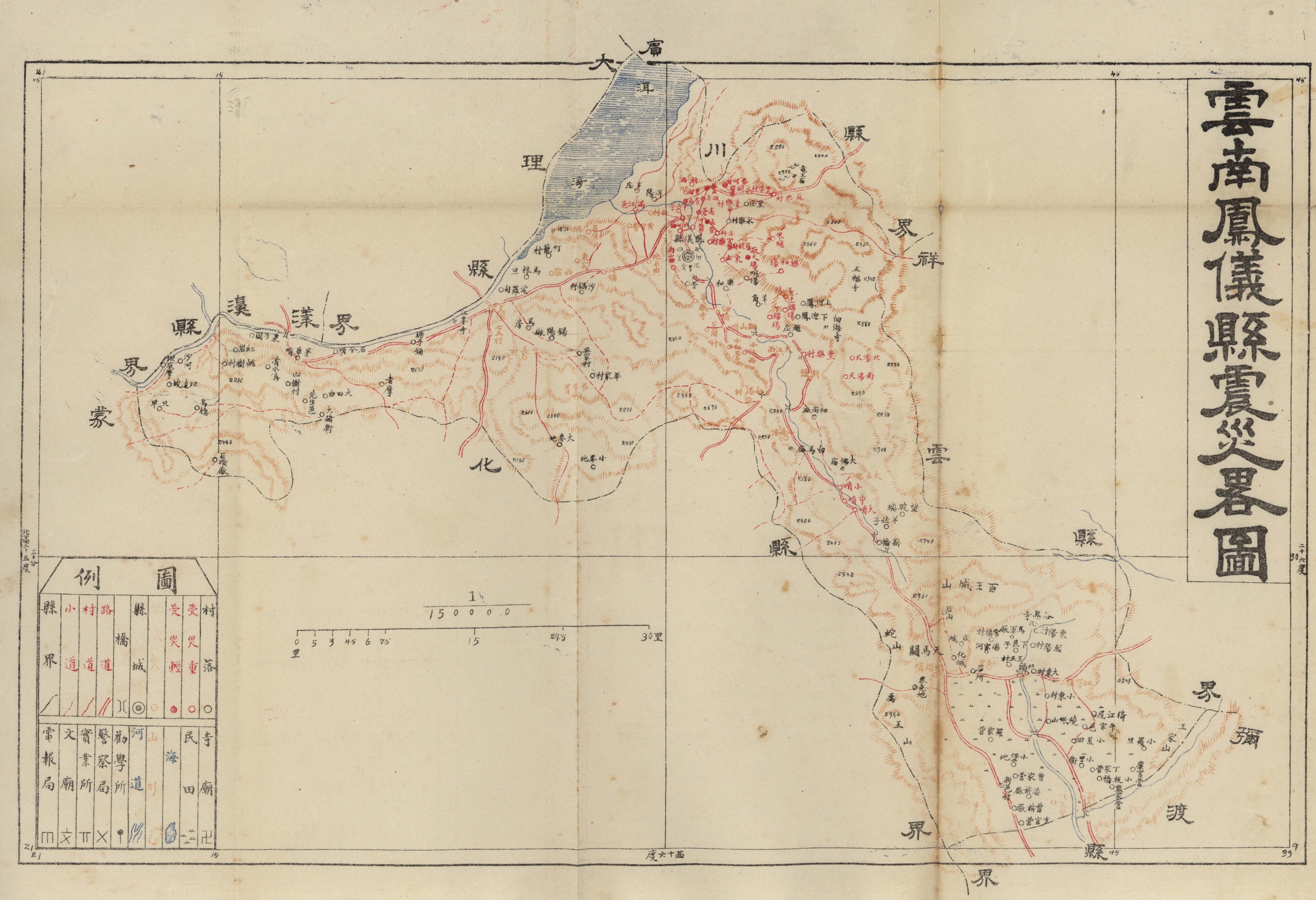
民国十四年（1925年）鳳儀縣震災畧圖，绘出了当时的凤仪县行政区域

凤仪县，中国旧县名，治所在今云南省大理市凤仪镇。

## 历史
民国二年（1913年）4月，改赵州为赵县，隶属滇西道（次年更名腾越道），次年1月因与直隶省赵县重名改为凤仪县。因境内有凤山，原名三耳山，形似凤凰展翅，取“有凤来仪”之义，故名。民国十八年（1929年）废道，县直属省。民国二十一年（1932年），全省设12个政务视察区，凤仪县属第八区；民国二十三年（1934年）增加为16个政务视察区，改属第十二区；次年，视察区减为6个，又改属第四区；民国二十七年（1938年）改为15个视察区，改属第十一区。同年，政务视察区演变为行政督察区；至1949年，全省共14个行政督察区，凤仪县属第十一区。
1950年2月1日，凤仪县属大理专员公署。1956年11月，撤销大理专区，成立大理白族自治州，凤仪县属大理州。1958年，撤销下关市、大理县、凤仪县和漾濞县，合并成立大理市。1960年，撤销大理市，恢复为下关市、大理县和漾濞县，而原凤仪县成为大理县凤仪区（1983年属大理市，1987年改为凤仪镇）。

## 行政区划
民国二年（1913年），凤仪县设城中、城北、城西、城南四区，区下设乡镇。民国二十二年（1933年），乡镇以下实行闾邻制，凤仪县设4个区，共42个乡、4个镇（闾、邻数目不详）。民国二十七年（1938年），废除闾邻，改编保甲，凤仪县设4区、9乡、2镇、83保、844甲。民国二十九年（1940年），废除区建制，凤仪县设人和乡、天水乡、珠海乡、凤鸣乡、下关镇、彩云镇、凤鸣镇。民国三十三年（1944年）完成乡镇保甲整编，凤仪县下辖天水、人和、珠油3个乡、彩云、凤鸣、下关3个镇，共59保、628甲。
1950年，凤仪县下辖第一区、第二区、第三区、凤鸣镇。1950年5月，凤仪县的关外地区（民国时期曾设下关镇）、大理县的关迤地区（曾设玉洱乡）合并为下关区（次年改为下关市）。1953年，凤仪县下辖3个区、43个乡、1个镇。1954年3月，宾川县南村乡、上和乡划入凤仪县海东乡。1954年8月，凤仪县第二区（红岩地区）划归弥渡县。1955年9月，宾川县文武乡、向阳乡划入凤仪县海东乡。1956年，凤仪县下辖11个乡、1个镇，县政府驻凤仪镇。

## 社会

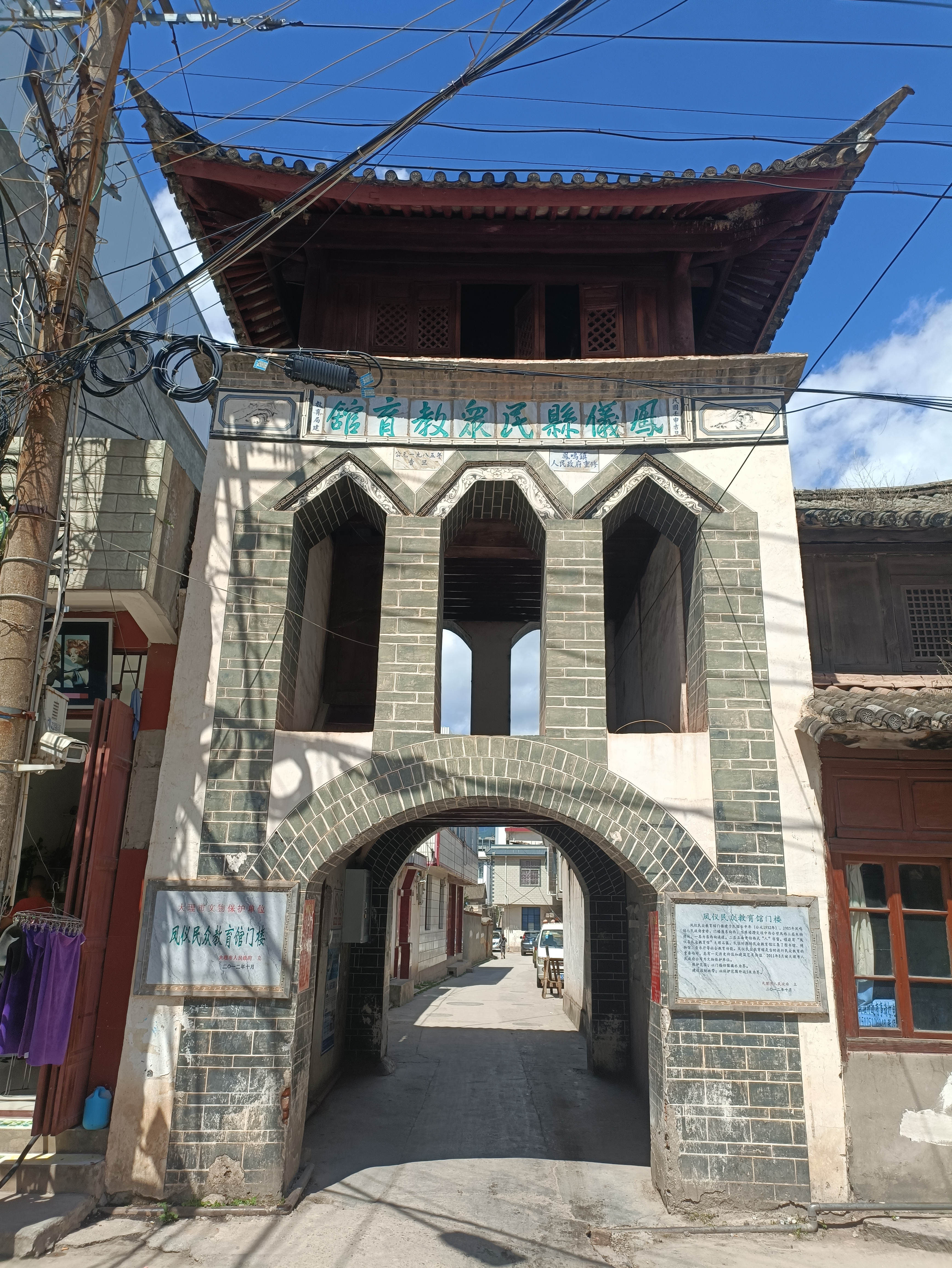
凤仪县民众教育馆门楼

民国三十六年（1947年），凤仪县共有8633户，45481人。